# Philodicus ceylanicus
Philodicus ceylanicus är en tvåvingeart som beskrevs av Ignaz Rudolph Schiner 1868. Philodicus ceylanicus ingår i släktet Philodicus och familjen rovflugor.
Artens utbredningsområde är Sri Lanka. Inga underarter finns listade i Catalogue of Life.